# Cyperus renschii
Cyperus renschii är en halvgräsart som beskrevs av Johann Otto Boeckeler. Cyperus renschii ingår i släktet papyrusar, och familjen halvgräs. Inga underarter finns listade i Catalogue of Life.